# Pornófilm
A pornográf filmek (szinonimák: pornófilm, szexfilm, erotikus film vagy egyszerűen csak pornó) a filmek olyan típusa, amelyben szexuális tevékenységeket mutatnak be, hogy izgalmat, elégedettséget váltsanak ki a nézőkből. A pornográf filmek két csoportba sorolhatóak: a hardcore és a softcore kategóriákba. Az előbbi kategóriába a közösülést ábrázoló filmek tartoznak, míg az utóbbi kategóriába olyan pornófilmek sorolhatóak, amelyek meztelenséget és szuggesztív mozdulatokat tartalmaznak. Az "erotikus" és a "pornográf" filmeket időnként megkülönböztetik abban a tekintetben, hogy az utóbbi kategóriába a rendes, explicit módon bemutatott közösülést ábrázoló filmek tartoznak, és sokkal inkább az izgalom keltésére szolgál, mint a történetre; ez a megkülönböztetés azonban teljesen szubjektív.
A pornófilmeket különféle módon terjesztik, például DVD-n, az interneten, kábeltelevíziós csatornákon, stb. A törvény szerint ezeket a filmeket általában nem lehet rendes mozikban, vagy szabadon fogható televíziós csatornákon vetíteni.
A pornó aranykora 1969-től 1984-ig tartott.
A pornófilm korai úttörőinek Eugène Pirou és Albert Kirchner számítanak. Kirchner rendezte a legkorábban megjelent és máig fennmaradó erotikus filmet, a hét perces Le Coucher de la Mariée-t, melyben Louise Willy a fürdőszobában sztriptízelt. További francia filmrendezők is rájöttek, hogy az ilyen filmekből hasznot lehet húzni, így egyre több olyan film jelent meg, amelyben a nők megszabadultak a ruhájuktól.
Napjainkban a pornográfia egy hatalmas üzletág, közel 100 milliárd dolláros forgalommal. A legismertebb magyar pornófilm-producer és rendező a Kovi néven híressé vált Kovács István. 